# 基督門徒訓練神學院
基督門徒訓練神學院為臺灣基督教跨宗派、跨教會的神學院，原名基督門徒訓練中心，簡稱門訓，位在基隆市暖暖區。

## 沿革
- 1981年由吳勇創立[1]，暫借在臺北縣永和市中和路（原台灣基督長老教會雙和教會）運作。[2]
- 1996年遷至基隆市暖暖區。[3]
- 在創辦之初，在畢業或結業時，並未頒發學位證明。2001年，經董事會決議擴充學制，分別開設碩士科、學士科、證書科及進修科，學生於畢業或結業時授予學位及頒發證書。[4]
- 於2011年經董事會通過，更名為「基督門徒訓練神學院」。

## 學制科別
- 道學碩士科(全修)
- 教牧碩士科(全修)
- 教牧學士科(全修)
- 教牧證書科(全修)
- 聖經研究碩士科(全修)
- 聖經研究碩士科(選修)
- 教牧進修科(全修)
- 教牧進修科(選修)

## 歷任院長
| 姓名   | 任期      |
| ------ | --------- |
| 吳勇   | 1981-1984 |
| 邵遵瀾 | 1984-1986 |
| 汪川生 | 1988-2007 |
| 王良玉 | 2007-2019 |
| 杜榮華 | 2019-至今 |

## 外部連結
- 基督門徒訓練神學院 （页面存档备份，存于）
- 基督門徒訓練神學院的Facebook專頁
- 基督門徒訓練神學院的Instagram帳戶
- YouTube上的基督門徒訓練神學院頻道
- 基督門徒訓練神學院的flickr （页面存档备份，存于）

## 相關文獻
- 條目：吳勇，華人基督教史人物辭典
- 「門訓 首頒碩士學位」，基督教論壇報2004年新聞 （页面存档备份，存于）
- 「神學院老師：從時代意義找街頭佈道契機」，基督教論壇報2015年新聞 （页面存档备份，存于）
- 「轉化基隆 門訓學院在地建造工人」，國度復興報2012年新聞 （页面存档备份，存于）
- 迎接「基督門徒訓練神學院（門訓）」40週年的新曙光 基督教今日報2021年8月13日新聞 （页面存档备份，存于）
- 《基督門徒訓練神學院「教牧」課程設計對傳道人學用配合之影響》中華福音神學院 教牧博士科論文，王良玉著。

1. ↑  吳勇長老與神學教育 （页面存档备份，存于），作者：王良玉，收錄於《吳勇長老研討會文集》p.80-87。
2. ↑  燈火不滅，典範長存 （页面存档备份，存于），作者：白培英，宇宙光全人關懷網。
3. ↑  轉化基隆 門訓學院在地建造工人 （页面存档备份，存于），國度復興報，2012年。
4. ↑  門訓 首頒碩士學位 （页面存档备份，存于），基督教論壇報，2004年。